# Volta al Singkarak
La Volta al Singkarak (oficialment Tour de Singkarak) és una cursa ciclista anual per les terres de Sumatra Occidental, a Indonèsia, i anomenada així a causa del llac Singkarak. Iniciat el 2009, la Volta al Singkarak, juntament amb la Volta a Indonèsia i la Volta a Java Oriental, és una de les competicions indonèsies de l'UCI Àsia Tour de la Unió Ciclista Internacional. La cursa cobreix més de 900 quilòmetres, amb sortida o arribada a Padang passant prop del llac Singkarak i recorrent ciutats de Sumatra Occidental, i té lloc durant una setmana cap al maig o juny. L'import total dels premis és de 1.000.000.000 de rúpies indonèsies (aproximadament 90.000 euros). Aquest esdeveniment ciclista internacional ha atret tant equips ciclistes d'Indonèsia com d'arreu d'Àsia, com del Japó, Iran, Malàisia i les Filipines.

## Llista de guanyadors
| Any  | Guanyador         | Segon             | Tercer                |
| ---- | ----------------- | ----------------- | --------------------- |
| 2009 | Ghader Mizbani    | Amir Zargari      | Cameron Jennings      |
| 2010 | Ghader Mizbani    | Hossein Askari    | Amir Zargari          |
| 2011 | Amir Zargari      | Choi Ki Ho        | Maint Berkenbosch     |
| 2012 | Óscar Pujol       | Jai Crawford      | Chun Kai Feng         |
| 2013 | Ghader Mizbani    | Johan Coenen      | Amir Kolahdozhagh     |
| 2014 | Amir Zargari      | Rahim Ememi       | Ramin Mehrabani       |
| 2015 | Arvin Moazemi     | Amir Zargari      | Hossein Askari        |
| 2016 | Amir Kolahdozhagh | Dadi Suryadi      | Ricardo García Ambroa |
| 2017 | Khalil Khorshid   | Daniel Whitehouse | Jonathan Monsalve     |
| 2018 | Jesse Ewart       | Nikodemus Holler  | Ariya Phounsavath     |
| 2019 | Jesse Ewart       | Cristian Raileanu | Mirsamad Pourseyedi   |